# زمن بدء مفعول الدواء
هي الفترة الزمنية الي يحتاجها الدواء ليعطي تأثيره المحدد له في جسم الانسان ضمن الشكل الصيدلاني المخصص له.
الدواء الذي يتم تناوله من خلال الفم (oral) يحتاج إلى ما يقارب 20 دقيقة إلى ساعة كحد أقصى ليعطي مفعوله. بينما الدواء الذي يكون على شكل حقن(حقن (طب)) أو عن طريق الاستنشاق يعطي مفعوله خلال ثوانٍ أو دقائق.
تحديد الفترة الزمنية التي يحتاجها الدواء لإعطاء المفعول داخل الجسم لا تعتمد كلياً على الطريقة التي يُعطي فيها الدواء، بل يعتمد على كلِّ مما يلي :
- drug formulation. عملية يحدث من خلالها دمج للمواد الكيميائية للدواء «المادة الفعّالة» لإعطاء منتج طبي مناسب (عملية تشكل الدواء).
- dosage: كمية الدواء الواجب على المريض تناولها في المرة الواحدة (جرعة الدواء ).
- the patient receiving the drug: تقبل جسم المريض للدواء.

## تأثير طريقة أخذالدواء
من أهم العوامل التي تؤثر على الفترة الزمنية لمفعول الدواء هي الطريقة الصيدلانية التي يعطي بها الدواء; حيث أن التأثير العلاجي للدواء يحدث فقط عندما تدخل جزيئات الدواء وتذوب كليًّا في الدم، أكثر الطرق شيوعًا في إعطاء الدواء عن طريق الفم (oral) ويكون مسار الدواء كالتالي :
1. ابتلاع الدواء (ingested) عبر الفم.
2. عبور الدواء إلى المعدة.
3. عبوره إلى الامعاء الدقيقة (small intestine) ومن هنا تدخل جزيئات الدواء إلى الدم بوساطة الخملات (villi) والخملات المصّغرة الموجودة داخل الأمعاء. الوقت الذي تحتاجه جزيئات الدواء ليتم تفريغها من المعدة إلى الأمعاء الدقيقة (gastric emptying time) يتراوح ما بين (0-3) ساعة. الطريقة الصيدلانية الأخرى التي يُعطى بها الدواء هي (IV ) انتقال الدواء داخل الاوردة الدموية. هذه الطريقة مدتها الزمنية أقل من الطريقة السابقة (Oral عن طريق الفم )، وذلك يعود لخصائصها المميزة بطبيعتها كمحلول والذي يسمح له أن يدخل إلى مجرى الدم مباشرة.